# 村上愛里
村上 愛里（むらかみ あいり、1989年7月11日 - ）は、ディーアンドエルプロモーション所属の日本の女性グラビアアイドル。主に少年誌や情報誌等のグラビア、撮影会で活動していた。2007年9月に、大学受験の為に芸能活動を休止。

## 概要
- 2007年3月には初のイメージDVD「村上愛里First Contact」を発売した。

## 作品

### DVD
- 村上愛里First Contact（2007年3月、英知出版）
- うわさのヒップ（2007年6月、タスクビジュアル）